# Накамура, Хадзимэ
Хадзимэ Накамура (яп. 中村元 Накамура Хадзимэ, 28 ноября 1912 года — 10 октября 1999 года) — японский специалист по истории буддизма. Один из крупнейших представителей философской компаративистики. Историк философии и философ. Доктор литературы. Почётный профессор Токийского университета. В 1936 году окончил Токийский университет по отделению «Индийская философия и санскритская литература». В 1943 году получил звание доктора литературы и доцента Токийского университета. С 1954 года по 1973 год был профессором этого университета. Автор более чем тысячи книг и статей на японском и европейских языках. Написал ряд фундаментальных книг по компаративистике. Касался также вопросов биоэтики.

## Сочинения
- Nakamura Hajime. Ways of thinking of eastern peoples. India. China. Tibet. Japan. Honolulu, Hawaii, 1964.
- Nakamura Hajime. Indian Buddhism (A Survey with Bibliographical Notes) Hardcover (Edition: 2007) Motilal Banarsidass Publishers Pvt. Ltd. 423 p. ISBN 9788120802728
- Nakamura Hajime. A History of Early Vedanta Philosophy — Part One Hardcover (Edition: 1990) Motilal Banarsidass Publishers Pvt. Ltd. 585 p.
- Nakamura Hajime. A History of Early Vedanta Philosophy — Part Two Hardcover (Edition: 2004) Motilal Banarsidass Publishers Pvt. Ltd. 863 p.
- Nakamura Hajime. A Comparative History of Ideas. Hardcover (Edition: 1992. Motilal Banarsidass Publishers Pvt. Ltd. 592 p. ISBN 81-208-1004-X